# Saison 1981-1982 du Boucau stade
 (août 2010).
Cette page présente la saison 1981-1982 du Boucau Tarnos stade en championnat de France de rugby à XV de 1re division groupe A.

## Transferts
| Joueur                 | Poste            | Destination |
| Louis « Bob » Damestoy | ailier ou centre | Arrêt       |

| Joueur        | Poste                      | Destination                   |
| Jacques Fanen | demi d'ouverture ou centre | revient du Biarritz olympique |
| Patrick Roméo | 2e ligne                   | revient du Biarritz olympique |
| Gachet        | ailier                     | US Dax                        |

1. ↑  arrêt après 17 saisons en équipe 1re et en n'ayant connu qu'un seul club : le Boucau-Stade
2. 1 2  retour au club

## La saison
- Poule : Dax, Narbonne, Agen, Montauban, Valence, Bègles, Albi, Lourdes et Mazamet.

| Adversaires | Résultats Domicile | Résultats Extérieur |
| Dax         | Perdu 0 à 15       | Perdu 27 à 7        |
| Narbonne    | Gagné 41 à 15      | Perdu 15 à 12       |
| Agen        | Gagné 9 à 7        | Perdu 16 à 0        |
| Montauban   | Gagné 20 à 9       | Perdu 12 à 8        |
| Valence     | Gagné 13 à 6       | Perdu 22 à 10       |
| Bègles      | Gagné 12 à 7       | Perdu 12 à 6        |
| Albi        | Match nul 4 à 4    | Perdu 29 à 16       |
| Lourdes     | Gagné 15 à 13      | Perdu 27 à 3        |
| Mazamet     | Gagné 13 à 3       | Gagné 4 à 8         |

À la suite de l’exceptionnelle saison 80/81, qui a vu le BS se classer 8e club de France au sortir des poules, les noirs abordent cette nouvelle saison confiant.
Aucun départ probant (excepté l’arrêt de l’emblématique centre ou ailier « Bob » Damestoy) n’est enregistré.
Le retour de Jacques Fanen (centre ou ouvreur) de son incartade biarrote et du 2e ligne Roméo (de retour du même club) renforce une équipe en pleine possession de ses moyens.
L’ailier dacquois Gachet donne encore plus de relief à une ligne de ¾ où les blessures et absences des « anciens » Foncillas et Teillagorry vont obliger le club à promouvoir des jeunes prometteurs issus du club.
En effet, ce n’est pas moins de 6 juniors qui vont débuter en équipe 1re (en championnat ou en challenge de l’espérance).
D’abord les avants Errecart (en challenge), Sancho et Michel Lassalle (en championnat) mais surtout les 3/4 JM Labat (challenge), Pouy et Lesca (championnat) qui retrouvent leurs « camarades de promotion » : Pouyau, Pierre Peytavin et Betbeder qui n’ont pas encore 21 ans.
Ainsi, dans les lignes arrière, Jacques Fanen (25 ans) et Philippe Dacharry (26 ans) font office d’anciens quand Michel Aïzpurua et Michel Dacharry (29 ans) peuvent apparaître comme des « vétérans ».
Le 1er match à Agen se solde par une défaite 16 à 0. Ce résultat en trompe-l'œil ne permet pas d’apprécier la résistance du XV boucalais réduit à 14 à la suite de l’expulsion de son 3e ligne Barragué. Aussi, il faudra attendre la dernière minute du match pour voir les Agenais franchir la ligne d’en-but des forgerons.
La réception de Valence au stade Piquessary va permettre aux noirs de lancer leur saison. Pourtant rien dans ce match ne sera facile, face à un adversaire accrocheur qui mènera 0 à 9 jusqu’à l’heure de jeu.
Il faudra 9 minutes aux boucalais pour marquer 13 points et ainsi concrétiser une accélération aussi dévastatrice que définitive, pour une victoire finale 13 à 9 et une 4e place au classement.
Vient alors un déplacement à Narbonne ou les noirs font mieux que se défendre pour ne s’incliner que de 3 points : 15 à 12.
La 4e journée et la réception de Mazamet est payée au prix fort par les noirs. La victoire 13 à 3, au terme d’un match engagé, voit le centre Teillagorry se casser la jambe (ce qui va priver le club, durant de longs mois d’un de ses meilleurs joueurs, buteur de surcroit).
Qu’à cela ne tienne, cette longue indisponibilité va permettre au jeune Didier Pouyau de confirmer son potentiel et de devenir à pas encore 20 ans le chef de file d’une ligne de ¾ talentueuse (17 essais inscrits dans la saison sur un total de 27) et le meilleur marqueur du club avec 69 points inscrits.
La victoire sur Mazamet permet aux noirs d’atteindre la 3e place de la poule, avant un déplacement périlleux dans la cuvette de sapiac à Montauban.
Cette rencontre sera marquée par un fait de jeu qui aura des répercussions 2 saisons plus tard.
Philippe Mandin, jeune 3e ligne centre de 23 ans est promu capitaine par l’entraîneur Daragnes. Doté d’un caractère bien trempé et d’un gabarit de déménageur, ce joueur, formé au club, est également doté de certaines qualités de buteur qu’il met à profit pour tenter (et réussir) des pénalités (ou drop) lointains.
Aussi, en ce dimanche, après-midi, Mandin ne manque pas, à plusieurs moments du match, de faire part à l’arbitre de la rencontre de son mécontentement devant un arbitrage qu’il juge « partisan ».
Devant la crainte de voir son capitaine expulsé, Daragnes choisit de le sortir et de le remplacer par JB Saldubéhère.
L’affaire fera grand bruit dans la presse spécialisée où plusieurs journalistes nationaux salueront la sage décision de l’entraîneur boucalais.
Hélas, ce choix (certes compréhensible et judicieux) marquera le début d’une incompréhension entre les 2 hommes qui aboutira à leur départ du club au terme de la saison suivante.
Le match à Montauban, s’il fut engagé, vit les noirs résister plus que de raison puisqu’à la 79e minute, les locaux ne menaient que 9 à 8 avant de bénéficier d’une énième pénalité pour porter le score définitif à 12 à 8. Le BS se classe alors 6e.
La réception de Bègles, permet aux boucalais de renouer avec la victoire (12 à 7) et de retrouver la 3e place de la poule.
La 7e journée, voit les noirs défier les voisins dacquois pour le seul derby de la saison.
Le score sans appel de 27 à 7 pour Dax, ne reflète en rien l’investissement du XV boucalais qui plie en 2 minutes (62 et 64e minute) où il encaisse 2 essais. L’ultime essai local, à la 80e porte l’écart entre les 2 équipes à 20 points.
Le BS va alors traverser une période difficile où il va additionner un match nul, à domicile, contre le dernier Albi (4 à 4) et une défaite 27 à 3 à Lourdes où les forgerons ne profitent pas de Bigourdans handicapés par de nombreuses absences.
Pourtant, pour cette dernière rencontre, les noirs présentent un pack impressionnant avec ses 2 piliers, Yanci et Gaye, et son habituel 2e ligne, Jean Condom (titularisé en 3e ligne centre), Mandin formant avec Roméo un attelage puissant auquel le 3e ligne aile, Barragué, apporte sa puissance et son engagement.
Ainsi, à la fin des matchs aller, le Boucau-Stade se classe 6e et est toujours dans les temps pour une place qualificative aux phases finales.
Le 1er match retour à domicile, va être l’occasion d’assister à une de ces rencontres qui a permis d’écrire la légende de Piquessary.
Dans un stade bien garni, les noirs portés par leur bruyant public, affrontent Agen en ce 20 décembre 1981.
Albert Ferrasse, président de la Fédération française de rugby est présent dans la tribune, lui qui fut, dans le passé, le capitaine de l’équipe visiteuse.
Le match est âpre et disputé. Les noirs mènent rapidement 9 à 3 puis 9 à 7 et ils doivent s’employer pour rester en tête au tableau d’affichage. Pourtant rien ne leur est passé. Et c’est une pluie de pénalités en faveur d’Agen qui sanctionne chaque action boucalaise.
Le courroux du public local s’exprime à chaque décision de l’arbitre. Certains supporters sont prêts à enjamber la barrière pour manifester leur mécontentement face à des décisions qu’ils jugent arbitraires et partiales. Pire, les noirs sont réduits à 14 après l’expulsion du pilier Hauciart qui remplace Henry Gaye blessé à Lourdes. D’ailleurs, l’entraîneur Daragnes a reconduit, pour l’occasion Jean Condom en 3e ligne centre et la 2e ligne Mandin-Roméo.
Or, en ce dimanche, le buteur visiteur, Viviès (international) est en manque de réussite. S’obstinant à essayer de transformer chaque pénalité sifflée en la faveur de son équipe, il essuie échec sur échec sous les quolibets du public local qui se transforment, au fur et à mesure des échecs, en « vivas » et encouragements moqueurs.
Ce n’est pas moins de 10 pénalités que Viviès tente et manque pour le plus grand plaisir des supporters locaux qui voient les forgerons remporter une victoire importante pour la suite du championnat.
Ce match restera longtemps dans les mémoires locales à cause de son scénario improbable, de la détermination sans faille des joueurs boucalais mais surtout à cause de son dénouement final et équitable.
Pour le match suivant, les noirs subissent une large défaite à Valence 22 à 10 et descendent à la 7e place, le plus mauvais classement occupé par les forgerons en cette saison.
La réception de Narbonne, pour la 13e journée, va ravir le nombreux public présent.
Auteurs d’une prestation convaincante et aboutie, les noirs balayent des narbonnais dépassés par la furia locale où avants (3 essais) et ¾ (2 essais) jouent à l’unisson.
De plus, en ce 17 janvier 1982, l’international boucalais, Jean Condom, inscrit son 1er essai en championnat sous la tunique noire et blanche.
La victoire, nette et sans bavure, 41 à 15, permet aux forgerons de remonter à la 5e place de la poule.
Mieux, sur la lancée, les noirs l’emportent à Mazamet 4 à 8, grâce à 2 essais de son pilier gauche, Henry Gaye, et de son ailier Pierre Peytavin. Cette victoire permet au BS de récupérer les points perdus lors de la réception d’Albi mais également de faire un bon au classement en étant 4e  au soir de la 13e journée.
Intraitables, les boucalais vont enregistrer une 3e victoire d’affilée devant Montauban 20 à 9 en inscrivant 4 essais (2 par les avants (Roméo et Yanci) et 2 par les ¾ (Gachet et JM Dupin)) pour le plus grand plaisir de leurs supporters. Non seulement en 3 rencontres, les noirs inscrivent 11 essais, mais en plus, ils confortent leur 4e place en mettant le 6e à 3 points.
Mais le déplacement suivant à Bègles, voit les noirs handicapés par l’absence de leurs 2 piliers titulaires (Yanci et Gaye). Aussi, c’est avec une ligne inédite, composée d’un 2e ligne (Roméo) que les forgerons se déplacent dans la banlieue bordelaise.
La défaite honorable (12 à 6) fait reculer le BS à la 5e place.
La 16e journée voit les noirs recevoir Dax pour un derby haut en couleur. Les 2 équipes sont proches l’une de l’autre et la 1re mi-temps est sifflée sur le score de 0 à 3 en faveur des Landais.
Hélas, les forgerons vont perdre Jean Condom, à la mi-temps, sur blessure. Sans la poutre de son pack, les boucalais vont peu à peu perdre pied et subir le seul échec à domicile de cette saison : 0 à 13. La sortie de Condom permet à  l’international junior, Michel Lassalle (pas tout à fait 19 ans), de disputer son 1er match de championnat de France de 1re division en équipe fanion sous les yeux de son père Président (Lucien Lassalle) en ce 14 mars 82. Cette rencontre permet également à Pierre Teillagorry de retrouver l’équipe 1re après cinq mois d’absence à la suite de sa fracture de la jambe.
Le dernier déplacement de la saison, à Albi, va voir les boucalais enregistrer une 3e défaite d’affilée 29 à 16. Pourtant à 6 minutes de la fin du match, les noirs ne sont qu’à 1 point des locaux : 17 à 16. Aussi, en 6 minutes, ils encaissent 2 essais transformés (12 points) qui ruinent leur espoir de prendre leur revanche du match aller où les Albigeois avaient décroché un match nul.
Ces derniers résultats négatifs, font craindre que l’espoir de décrocher une place en 16e de finale du championnat de France ne s’envole.
Aussi, le dernier match de la saison (et la réception de Lourdes) prend une importance toute particulière. Seule, la victoire (qui devient alors indispensable) permettra de donner un certain relief à cette saison.
Ce sera chose faite (15 à 13) au terme d’un match maîtrisé qui permet au BS de terminer 5e de sa poule et ainsi de défier les cantalous aurillaquois en phase finale.
En 16e, à Mérignac, les Noirs du Boucau n'arrivent pas à prendre le meilleur sur Aurillac... Pourtant à la 72e, un drop de Mandin de plus de 50 mètres fait croire au camp Boucalais qu'ils vont enfin passer l'obstacle des 16èmes : 13 à 12 pour le BS... Mais une pénalité « généreuse » à cinq minutes de la fin permet à Bonal de donner la victoire aux Cantalous.... 13 à 15 !!!!
| Poste            | Joueurs                                                         |
| 1re ligne        | Gaye, Pascal, Yanci (puis Barragué (Mays passant au talonnage)) |
| 2e ligne         | Jean Condom, Roméo                                              |
| 3eligne          | Ribes, Mandin, Mays                                             |
| demi de mêlée    | Aizpurua (cap)                                                  |
| demi d'ouverture | Pouyau                                                          |
| 3/4              | Gachet, Betbeder, Fanen, P.Peytavin                             |
| arrière          | Teillagorry                                                     |

## Meilleurs marqueurs de points et d'essais
| classement | Joueur                                                                                     | Points |
| 1          | Didier Pouyau                                                                              | 69     |
| 2          | Pierre Teillagorry                                                                         | 28     |
| 3          | Philippe Mandin                                                                            | 24     |
| 4          | J-M Dupin, Pierre Peytavin & Gachet                                                        | 12     |
| 7          | Gilles Larrieste, Jean-Michel Yanci & Michel Mays                                          | 8      |
| 10         | Serge Pascal, Christian Barragué, Jean Condom, Michel Aizpurua, Henry Gaye & Patrick Roméo | 4      |

| classement | Joueur | Essais |
| 1          | Philippe Mandin, J-M Dupin, Pierre Peytavin & Gachet                                                           | 3      |
| 5          | Didier Pouyau, Jean-Michel Yanci, Gilles Larrieste & Michel Mays                                               | 2      |
| 9          | Serge Pascal, Pierre Teillagorry, Christian Barragué, Michel Aizpurua, Jean Condom, Henry Gaye & Patrick Roméo | 1      |

## Le Challenge de l'Espérance
En Challenge de l'Espérance, en 8e de finale, à Mont de Marsan, le BS est éliminé par Tyrosse 12 à 18.
Pourtant, les noirs menaient 12 à 6 à 5 minutes de la fin et faisaient la course en tête depuis le début du match, dominant son adversaire dans tous les compartiments du jeu (4 balles gagnées en mêlées sur introduction Tyrossaise).
Mais faute d'avoir su « tuer » le match avant, les Boucalais s'exposent aux contres Tyrossais qui profiteront de la sortie, non remplacée, de Jean-Michel Yanci (à la 75e minute) pour inscrire (en supériorité numérique) 2 essais dans les 5 dernières minutes et ainsi éliminer le tenant du titre.
Quelques semaines plus tard, Tyrosse, remportera à son tour le Challenge de l'Espérance, en dominant Périgueux 24 à 12.
| Poste            | Joueurs                                                       |
| 1re ligne        | Gaye, Mays, Yanci (sorti blessé à la 75e ne fut pas remplacé) |
| 2e ligne         | J.Condom, Roméo                                               |
| 3e ligne         | J.Rouet, Larrayos, Barragué                                   |
| demi de mêlée    | Labat                                                         |
| demi d'ouverture | Pouyau                                                        |
| 3/4              | Gachet, Betbeder, Fanen, P.Peytavin                           |
| arrière          | Larrieste                                                     |

## Effectif
| Rang | Nom                       | Poste                        | parcours                                |
| 1    | Henry Gaye                | Pilier                       | formé au club                           |
| 2    | Jean-Michel Yanci         | Pilier                       | formé au club                           |
| 3    | Bernard Hauciart          | Pilier                       | Bayonne                                 |
| 4    | Patrick Errecart          | Pilier                       | formé au club                           |
| 5    | Christian Jimenez         | Talonneur                    | formé au club                           |
| 6    | Serge Pascal              | Talonneur                    | formé au club                           |
| 7    | Jean Condom               | 2e ligne ou 3e ligne centre  | formé au club                           |
| 8    | Patrick Roméo             | 2e ou 3e ligne, voire pilier | Bayonne, BS, Biarritz puis retour au BS |
| 9    | Philippe Mandin           | 2e ou 3e ligne centre        | formé au club                           |
| 10   | Jean-Jacques Convert      | 2e ligne                     | Vient du Basket Orthez                  |
| 11   | Jacques Rouet             | 3e ligne aile                | Bayonne                                 |
| 12   | Jean-Baptiste Saldubéhère | 3e ligne aile                | Garazi                                  |
| 13   | Christian Barragué        | 3e ligne ou 2e ligne         | Bayonne                                 |
| 14   | Gérard Novion             | 3e ligne aile                | formé au club                           |
| 15   | Michel Aizpurua           | Demi de mêlée                | formé au club puis Bayonne et Capbreton |
| 16   | Jean-Michel Labat         | Demi de mêlée                | formé au club                           |
| 17   | Philippe Dacharry         | Demi de mêlée                | formé au club                           |
| 18   | Didier Pouyau             | Ouvreur, ailier ou arrière   | formé au club                           |

| Rang | Nom                 | Période                     | Parcours                                 |
| 19   | Michel Dacharry     | Ouvreur ou centre           | formé au club                            |
| 20   | Jacques Fanen       | Ouvreur ou centre           | formé au club                            |
| 21   | Gachet              | Ailier                      | Dax                                      |
| 22   | Jean-Marc Dupin     | Ailier                      | formé au club                            |
| 23   | Jean-Paul Betbeder  | Centre ou ailier            | formé au club                            |
| 24   | Pierre Peytavin     | Ailier ou centre            | formé au club                            |
| 25   | Gardéra             | 3e ligne                    | formé au club, Ondres, puis retour au BS |
| 26   | Michel Mays         | Talonneur ou 3e ligne aile  | formé au club                            |
| 27   | Patrick Sancho      | 3e ligne ou talonneur       | formé au club                            |
| 28   | Denis Lesca         | Ailier ou arrière           | formé au club                            |
| 29   | Gilles Larrieste    | Arrière ou ailier           | A.S.Bayonne                              |
| 30   | Michel Lassalle     | 2e ligne ou 3e ligne centre | formé au club                            |
| 31   | Michel Larrayos     | 3e ligne                    | Bayonne                                  |
| 32   | Garcia              | 3e ligne                    | formé au club                            |
| 33   | Ribes               | 3e ligne                    | formé au club                            |
| 34   | Pierre Teillagorry  | Centre ou arrière           | Bayonne                                  |
| 35   | José Foncillas      | Ailier ou arrière           | formé au club                            |
| 36   | Jean Claude Sanglar | Ailier                      | formé au club                            |
| 37   | Didier Pouy         | Ailier                      | formé au club                            |

## La Nationale B (équipe 2 du club)
Cette saison, l'équipe 2 (Nationale B) atteint les 1/2 finale du Challenge des Provinces (élimination (21 à 12) après prolongation à Hossegor par Bayonne) mais surtout remporte le titre de Champion de France en dominant Mont de Marsan à Tyrosse 14 à 9.
Pour ce faire la « B » Boucalaise élimine Brive (18 à 15) en 16e, Bagnères (25 à 15) en 8e, Bayonne (6 à 4) en 1/4 et Romans (17 à 7) en 1/2 finale.
| poste                   | joueurs                                           |
| ----------------------- | ------------------------------------------------- |
| 1re ligne               | Hauciart, Jimenez (cap) Millox                    |
| 2e ligne                | Réal, Garcia                                      |
| 3e ligne                | Ribes (puis Saldubéhère), J.Rouet, Larrayos       |
| demi de mêlée           | Ph. Dacharry                                      |
| demi d'ouverture        | Teillagorry                                       |
| 3/4                     | Sanglar (puis Duhau), Apaty, Lapébie, Ch.Dacharry |
| arrière                 | Lesca                                             |
| Remplaçants non rentrés | Lissart, Lassus, Errecart & Dubroca               |

Cette équipe est composée de 5 juniors : Lesca, Lapébie, Duhau, Lissart & Errecart. C'est le 3e titre de champion de France du BS après celui de 3e division (1950) et de Cadet (1972).